# 日本著作権協議会
日本著作権協議会（にほんちょさくけんきょうぎかい）は1949年12月に結成され、2003年8月に解散、同年10月に破産した団体。権利者の団体と使用者の団体が相互の協議をするために結成された。1950年4月に文部省から社団法人として認可された。1951年からの『著作権台帳』の刊行で知られる。
幹事長・事務局長を務め結成時役員の一人だった北村治久が設立した有限会社著作権協議会編集局に対して後年敗訴し、協議会は解散した。
事務局を東京都千代田区の市政会館に置いた。
1949年6月設立の著作権審議会（これは行政機関ではない）が前身。

## 事業
1951年から『著作権台帳』を刊行。1979年度に「著作権貢献賞」を創設。
この他、権利者・使用者間の著作権紛争を処理し、著作権関係の政策提言を行った。

## 人物
中島健蔵、北村治久、末弘厳太郎らが結成した。大家重夫によれば、末松は発足後早くに死亡し、中島は実務に関与しておらず、実質的には北村のみが創業者だった。元早川書房の宮田昇によれば、北村と大塚光幸が共同で創立した。

## 刊行物
- 文化人名録